# U.S. National Championships 1964
Gli U.S. National Championships 1964 (conosciuti oggi come US Open) sono stati l'84ª edizione degli U.S. National Championships e quarta prova stagionale dello Slam per il 1964. I tornei di singolare e doppio misto si sono disputati al West Side Tennis Club nel quartiere di Forest Hills di New York, quelli di doppio maschile e femminile al Longwood Cricket Club di Chestnut Hill, negli Stati Uniti.
Il singolare maschile è stato vinto dall'australiano Roy Emerson, che si è imposto sul connazionale Fred Stolle col punteggio di 6–4, 6–2, 6–4. Il singolare femminile è stato vinto dalla brasiliana Maria Bueno, che ha battuto in finale la statunitense Carole Caldwell Graebner. Nel doppio maschile si sono imposti Chuck McKinley e Dennis Ralston. Nel doppio femminile hanno trionfato Billie Jean King e Karen Hantze Susman. Nel doppio misto la vittoria è andata a Margaret Smith, in coppia con John Newcombe.

## Seniors

### Singolare maschile
Roy Emerson ha battuto in finale  Fred Stolle con il punteggio di 6–4, 6–2, 6–4.

### Singolare femminile
Maria Bueno ha battuto in finale  Carole Caldwell Graebner con il punteggio di 6–1, 6–0.

### Doppio maschile
Chuck McKinley /  Dennis Ralston hanno battuto in finale  Graham Stilwell /  Mike Sangster con il punteggio di 6–3, 6–2, 6–4.

### Doppio femminile
Billie Jean King /  Karen Hantze Susman hanno battuto in finale  Margaret Smith Court /  Lesley Turner con il punteggio di 3–6, 6–2, 6–4.

### Doppio misto
Margaret Smith /  John Newcombe hanno battuto in finale  Judy Tegart /  Ed Rubinoff con il punteggio di 10–6, 4–6, 6–3.